# Leucochrysa centralis
Leucochrysa centralis är en insektsart som beskrevs av Navás 1913. Leucochrysa centralis ingår i släktet Leucochrysa och familjen guldögonsländor. Inga underarter finns listade i Catalogue of Life.